# Алгоритъм на светулката
Алгоритъмът на светулката (на английски: firefly algorithm) е метаевристичен алгоритъм, предложен за първи път от британския математик Син-Шъ Ян през 2008 година. Алгоритъмът се прилага за оптимизация на бенчмарк функции и използва популационно търсене, т.е. кандидат-решенията използват като градивни блокове части от различни решения.

## Биологична метафора
Алгоритъмът е вдъхновен от поведението на светулките, което използва биолуминесценция като форма на комуникация с други светулки, за търсене на храна и за отблъскване на хищници. Поведението им съдържа характеристики на интелигентност в рояк (swarm intelligence) чрез самоорганизация и децентрализирано вземане на решения. Биолуминесценцията служи и да сигнализрат при търсенето на партньор, като яркостта е индикатор за приспособимостта на мъжките екземпляри.

## Описание на алгоритъма
За нуждите на алгоритъма, се приема, че светулките са безполови, а поведението им се заключава в три основни правила:
1. Светулката бива привличана от други светулки (без значение от техния пол),
2. Привлекателността на една светулка е пропорционална на яркостта ѝ и намалява при увеличаването на разстоянието между светулките, и
3. Видът на целевата функция определя яркостта на светулката.

Допускането при алгоритъма е, че популация от {\displaystyle n} кандидат-решения на една оптимизационна задача са агенти от вида на светулката. Тези агенти представляват вектори от размерност {\displaystyle d}, представляваща променливите на задачата. Качеството (оптималността) на всяко решение {\displaystyle {\overrightarrow {x}}_{i}=[x_{i1},x_{i2},\dots ,x_{id}]} се оценява посредством фитнес функция {\displaystyle f({\overrightarrow {x}}_{i}),i=1,\dots ,n}. Всеки агент „свети“ пропорционално на качеството си, което заедно с привлекателността му ({\displaystyle \beta }), определя колко силно привлича други агенти от рояка.
Два други потребителски дефинирани параметъра са стойността на максималната привлекателност ({\displaystyle \beta _{0}}) и коефициента на абсорбция ({\displaystyle \gamma }), който определя вариацията на привлекателността на светулката с увеличението на разстоянието до светулката, с която тя комуникира.

## Псевдокод
Алгоритъмът на светулката е обобщен като псевдокод по следния начин.
```
1  Parameters: 

  

    

      

        
n

        
,

        

          
β

          

            
0

          

        

        
,

        
γ

      

    

    
{\displaystyle n,\beta _{0},\gamma }

  

```

```
2  Initialise the fireflies population 

  

    

      

        

          

            

              
x

              
→

            

          

          

            
i

          

        

      

    

    
{\displaystyle {\overrightarrow {x}}_{i}}

  

 randomly
```

```
3  Compute 

  

    

      

        
f

        
(

        

          

            
x

            
→

          

        

        
)

      

    

    
{\displaystyle f({\overrightarrow {x}})}

  

```

```
4  
while
 stop condition not met 
do
```

```
5     

  

    

      

        

          
i

          

            
m

            
i

            
n

          

        

        
=

        
arg

        
⁡

        

          
min

          

            
i

          

        

        

          
f

          
(

          

            

              

                
x

                
→

              

            

            

              
i

            

          

          
)

        

      

    

    
{\displaystyle i^{min}=\arg \min _{i}{f({\overrightarrow {x}}_{i})}}

  

```

```
6     

  

    

      

        

          
x

          

            
i

          

          

            
m

            
i

            
n

          

        

        
=

        
arg

        
⁡

        

          
min

          

            

              

                

                  
x

                  
→

                

              

              

                
i

              

            

          

        

        

          
f

          
(

          

            

              

                
x

                
→

              

            

            

              
i

            

          

          
)

        

      

    

    
{\displaystyle x_{i}^{min}=\arg \min _{{\overrightarrow {x}}_{i}}{f({\overrightarrow {x}}_{i})}}

  

```

```
7     
for 

  

    

      

        
i

        
=

        
1

      

    

    
{\displaystyle i=1}

  

 to 

  

    

      

        
n

      

    

    
{\displaystyle n}

  

 do
```

```
8        
for 

  

    

      

        
j

        
=

        
1

      

    

    
{\displaystyle j=1}

  

 to 

  

    

      

        
n

      

    

    
{\displaystyle n}

  

 do
```

```
9           
if  

  

    

      

        
f

        
(

        

          

            

              
x

              
→

            

          

          

            
j

          

        

        
)

        
<

        
f

        
(

        

          

            

              
x

              
→

            

          

          

            
i

          

        

        
)

      

    

    
{\displaystyle f({\overrightarrow {x}}_{j})<f({\overrightarrow {x}}_{i})}

  

 then
 
{Move firefly 

  

    

      

        
i

      

    

    
{\displaystyle i}

  

 towards 

  

    

      

        
j

      

    

    
{\displaystyle j}

  

}
```

```
10             Calculate distance 

  

    

      

        

          
r

          

            
j

          

        

      

    

    
{\displaystyle r_{j}}

  

```

```
11             Obtain attractiveness: 

  

    

      

        
β

        
←

        

          
β

          

            
0

          

        

        

          
e

          

            
−

            
γ

            

              
r

              

                
j

              

            

          

        

      

    

    
{\displaystyle \beta \leftarrow \beta _{0}e^{-\gamma r_{j}}}

  

```

```
12             Generate a random solution 

  

    

      

        

          

            

              
u

              
→

            

          

          

            
i

          

        

      

    

    
{\displaystyle {\overrightarrow {u}}_{i}}

  

```

```
13             
for 

  

    

      

        
k

        
=

        
1

      

    

    
{\displaystyle k=1}

  

 to 

  

    

      

        
d

      

    

    
{\displaystyle d}

  

 do
```

```
14                

  

    

      

        

          
x

          

            
i

            
,

            
k

          

        

        
=

        
(

        
1

        
−

        
β

        
)

        

          
x

          

            
i

            
,

            
k

          

        

        
+

        
β

        

          
x

          

            
j

            
,

            
k

          

        

        
+

        

          
u

          

            
i

            
,

            
k

          

        

      

    

    
{\displaystyle x_{i,k}=(1-\beta )x_{i,k}+\beta x_{j,k}+u_{i,k}}

  

```

```
15             
end for
```

```
16          
end if
```

```
17       
end for
```

```
18    
end for
```

```
19    Generate a random solution 

  

    

      

        

          

            
u

            
→

          

        

      

    

    
{\displaystyle {\overrightarrow {u}}}

  

```

```
20    
for 

  

    

      

        
k

        
=

        
1

      

    

    
{\displaystyle k=1}

  

 to 

  

    

      

        
d

      

    

    
{\displaystyle d}

  

 do
 
{Best firefly moves randomly}
```

```
21       

  

    

      

        

          
x

          

            

              
i

              

                
m

                
i

                
n

              

            

            
,

            
k

          

        

        
=

        

          
x

          

            

              
i

              

                
m

                
i

                
n

              

            

            
,

            
k

          

        

        
+

        

          
u

          

            
k

          

        

      

    

    
{\displaystyle x_{i^{min},k}=x_{i^{min},k}+u_{k}}

  

```

```
22    
end for
```

```
23    Compute 

  

    

      

        

          

            

              
x

              
→

            

          

          

            
i

          

        

      

    

    
{\displaystyle {\overrightarrow {x}}_{i}}

  

```

```
24    Find the current best
```

```
25 
end while
```

```
26 Postprocess results and visualisation
```